# Học vị
Học vị là văn bằng do một cơ sở giáo dục hợp pháp trong và ngoài nước cấp cho người tốt nghiệp một cấp học nhất định.
Từ thấp lên cao, học vị gồm:
1. Tú tài: Tốt nghiệp Trung học Phổ thông
2. Cử nhân, Kỹ sư, Bác sĩ, Dược sĩ,..: Tốt nghiệp Đại học
3. Thạc sĩ: Tốt nghiệp cao học trong nước hay ngoài nước.
4. Tiến sĩ: Từ năm 1998, nhà nước có quy định những người đã bảo vệ thành công luận án phó tiến sĩ trong nước, hay phó tiến sĩ ở các nước XHCN, hoặc tốt nghiệp tiến sĩ ở trong nước và tốt nghiệp tiến sĩ ở các nước TBCN thì đều được gọi chung là tiến sĩ.
5. Tiến sĩ Khoa học: Khái niệm Tiến sĩ khoa học ở Việt Nam đang được dùng để chỉ các học vị cao hơn học vị Tiến sĩ thông thường. 
  1. Những người bảo vệ thành công luận án tiến sĩ (doctor nauka) ở Liên Xô cũ, từ 1998 thì được gọi là TSKH. Xin lưu ý, đây là những người đã có bằng phó tiến sĩ, sau đó tiếp tục nghiên cứu và bảo vệ được luận án TS với những phát minh khoa học, những phát minh này đã được ứng dụng rộng rãi vào sản xuất. Chính vì vậy số lượng TSKH ở Việt Nam hiện nay chỉ đếm được trên đầu ngón tay. Thực sự, đây là những nhà khoa học đáng nể hiện nay ở Việt Nam.
  2. Những người có học vị Doktor habil của một số nước khối tiếng Đức (Đức, Áo, Hà Lan, Thụy Sĩ...). Học vị này được dành cho các nhà khoa học xuất sắc, khẳng định được tầm kiến thức của mình thông qua quá trình habilitation của các trường đại học và có quyền thêm cụm viết tắt hab. hay habil. sau học vị Doktor.
  3. những người có danh hiệu Doctor d'etat của Pháp.

Trong thi cử nho học thời phong kiến, thì có các học vị sau đây:
1. Sinh đồ
2. Hương cống
3. Phó bảng
4. Tiến sĩ: Thời nhà Trần và nhà Hồ gọi là Thái học sinh. Trong học vị Tiến sĩ còn phân thành 3 cấp:

- Đệ nhất giáp Tiến sĩ có các danh: Trạng nguyên, Bảng nhãn, Thám hoa.
- Đệ nhị giáp Tiến sĩ: Hoàng giáp.
- Đệ tam giáp đồng tiến sĩ xuất thân.